# Botja pudent
La botja pudent (Artemisia herba-alba), és una espècie de planta amb flors del gènere Artemisia dins la família de les asteràcies.
Addicionalment pot rebre els noms d'herba cuquera, herba pudent i ontina. També s'han recollit les variants lingüístiques borja pudenta, botja pudenta i herba pudenta.

## Morfologia
És una planta camèfita amb diverses tiges, que fa fins a 40 cm d'alt. Les fulles són molt aromàtiques i cobertes de fins tricomes que li donen un aspecte grisenc, tenen segments estretament linears. Les flors són groguenques de 2 a 5 per capítol; floreix de setembre a desembre.

## Hàbitat
La botja pudent creix, i de vegades és l'espècie dominant, en estepes i en les estepes desèrtiques del nord d'Àfrica, Àsia occidental, sud-oest d'Europa, Aràbia i estepes desèrtiques saharianes. Als Països Catalans es troba a Catalunya i País Valencià, però no a les Balears. Es fa servir en medicina tradicional. Als Països Catalans habita en timonedes més o menys nitròfiles, contrades mediterrànies de tendència poc plujosa, des del nivell del mar als 600 metres d'altitud.

## Taxonomia
Aquest tàxon va ser publicat per primer cop l'any 1779 a l'obra Synopsis Stirpium indigenarum Aragoniae de Ignacio Jordán Claudio de Asso y del Río.

### Sinònims
Els següents noms científics són sinònims d'Artemisia herba-alba:
- Artemisia aethiopica L.
- Artemisia aragonensis Lam.
- Artemisia billardiereana Besser
- Artemisia herba-alba var. communis Ferch.
- Artemisia herba-alba var. desertii Ferch.
- Artemisia lippii Kunze ex Besser
- Artemisia lippii Jan ex Besser
- Artemisia ontina Dufour
- Oligosporus lippii (Kunze ex Besser) Poljakov
- Seriphidium herba-alba (Asso) Soják

## Usos
Aquesta planta és una bona planta farratgera, principalment per a les ovelles.
Aquesta espècie en medicina tradicional es fa servir com a antisèptica, vermífuga i antiespasmòdica, entre altres propietats. Artemisia herba alba s'ha fet servir com a remei tradicional per a l'enteritisi i diversos problemes intestinals pels beduïns del Nègueb.
L'oli essencial de l'espècie A. herba alba del desert de la península del Sinaí conté principalment eucaliptol i quantitats apreciables de tuiones i altres monoterpens. Davanona, crisantenona i ciscrisantenol s'han descrit en algunes poblacions de l'espècie A. herba alba del Marroc i la península Ibèrica.